# José Miguel Contreras
José Miguel Contreras Tejera (Madrid, 2 de septiembre de 1958) es un periodista, productor audiovisual, profesor de universidad y empresario de medios español.

## Biografía
Es Licenciado en Ciencias de la información, rama de Periodismo y Doctor en Periodismo por la Facultad de Ciencias de la Información (Universidad Complutense de Madrid) y titulado en Realización por el Instituto Oficial de Radio y Televisión. Comienza su carrera profesional en 1978, como colaborador en el informativo Redacción de Noche de La 2. Posteriormente, es nombrado responsable del Departamento de Radio de la UNED, donde ocupa más tarde (entre 1980 y 1983) la Dirección de Comunicación. En esos años, trabaja en varios espacios de Radio 3, donde conduce programas como Al final de la escapada, dirige y presenta Música para vivir y codirige el Diario Pop junto a Diego Alfredo Manrique y Jesús Ordovás, durante la etapa de Eduardo García Matilla (1982-1984).
Más tarde, trabaja para el diario El País, donde empieza colaborando en la sección de televisión, así como en la creación de Radio El País. Posteriormente, es nombrado subdirector de la emisora. En 1987, tras el cierre de la misma, se integra en la redacción de El País como responsable de radio y televisión. Paralelamente, en 1984 comienza a trabajar como profesor de Información Audiovisual en la Facultad de Ciencias de la Información (Universidad Complutense de Madrid).  
En 1989, con la llegada de la televisión privada a España, es nombrado primer director de Programas de Canal+. En 1991 es designado director de Programas y Deportes en Telemadrid, donde pone en marcha diferentes programas de éxito como Inocente, Inocente o el late show La noche se mueve, pionero en España y presentado por El Gran Wyoming.
En 1993 funda la consultora GECA (Gabinete de Estudios de la Comunicación Audiovisual), la primera compañía de marketing e investigación televisiva de España e Iberoamérica. Dos años después, GECA se fusiona con la productora Globomedia y Promofilm para crear el Grupo Árbol, donde es uno de los socios consejeros junto a Daniel Écija, Andrés Varela, Emilio Aragón y José María Irisarri. Al mismo tiempo, forma parte del Consejo de Dirección de Antena 3 y en 1998, participa en la puesta en marcha del canal Caracol TV en Colombia.
A partir de 1999 se centra en su trabajo como creador y productor ejecutivo de diversos formatos televisivos, como El club de la comedia (Canal+, 1999), galardonado con un Premio Ondas al programa más innovador; La noche... con Fuentes y cía (Telecinco, 2001), galardonado en 2002 con el Premio Ondas al Mejor Programa Especializado y con el Premio de la Academia de la Televisión; 59 segundos (La 1, 2004); Splunge (La 1, 2005); y Noche Hache (Cuatro, 2005).
En 2000 crea y dirige el primer canal español de series, Factoría de Ficción, para la televisión de pago. Se trata de una iniciativa que reúne a Globomedia, Telecinco y Antena 3 que emite hasta 2007.
Ha producido y dirigido varios espectáculos teatrales derivados de El club de la comedia: 5hombres.com (2001), 5mujeres.com (2002), La vida según San Francisco (2002) y Hombres, mujeres y punto (2004).
En 2003, obtiene la Cátedra de Comunicación Audiovisual y Publicidad en la Universidad Rey Juan Carlos de Madrid, donde imparte clases.
En 2006, el Grupo Árbol se fusiona con el grupo Mediapro, creando el holding empresarial Imagina Media Audiovisual, donde se incorpora al Consejo de Administración. Asimismo, es nombrado consejero delegado de Gestora de Inversiones Audiovisuales La Sexta, poniendo en marcha informativos y programas como La Sexta noticias, Sé lo que hicisteis..., Salvados o El intermedio. En mayo de 2011, en representación de La Sexta ocupa la presidencia de UTECA, organismo que reúne a las televisiones privadas españolas. En febrero de 2013, tras la fusión por absorción de GIA La Sexta por el Grupo Antena 3, es elegido vicepresidente no ejecutivo de Atresmedia hasta 2015, pero sigue siendo consejero hasta 2016. Entre 2014 y 2015 compatibiliza sus funciones como directivo con su regreso a la producción de programas de televisión; en 2014 se reincorpora como productor ejecutivo de El intermedio (2014-2018), El objetivo (2014-2018) y de nuevo, El club de la comedia (2016).
En 2015 pone a la venta junto con Emilio Aragón, Daniel Écija, Andrés Varela y Manuel Valdivia, sus participaciones en el Grupo Imagina, pero sigue vinculado en la producción ejecutiva de programas hasta diciembre de 2018, finalizando así su etapa profesional en el holding tras 23 años.
Entre enero de 2016 y julio de 2021 es colaborador del periódico digital Infolibre y entre 2016 y 2020 fue comentarista político en La Sexta, en programas como Al rojo vivo. También formó parte del Consejo de Administración de ElDiario.es, entre julio de 2018 y abril de 2022.
En septiembre de 2018 creó junto con Jorge Pezzi, la productora audiovisual, LACOproductora, que se integró en el área de Vídeo de Prisa Media en marzo de 2022. La productora se ha encargado de la producción de Mi cámara y yo, Las cosas claras, Palo y astilla, Riders, La reina del pueblo, El condensador de fluzo, Camera Café: la película o Por H o por B.
En 2021 y también con Jorge Pezzi, creó la productora multimedia, Taller de Ideas.

### Actividad social
Desde mediados de la década de los 90, es promotor de la Fundación Dales la Palabra, dedicada a la integración de discapacitados auditivos. Su hijo Antonio, nacido en 1994, es sordo. En 2001, es uno de los promotores del Colegio Tres Olivos, que está especializado en la integración de discapacitados auditivos. En 2003 obtiene el premio FIAPAS (Federación de Padres y Amigos de los Sordos), en su 25º aniversario, por su colaboración en la introducción del subtitulado televisivo para sordos. En 2004 colabora en la puesta en marcha del CESyA, Centro Español de Subtitulación y Audiodescripción.
En 2003 es nombrado presidente de la fundación Save the Children España, cargo que ocupa hasta 2009. Y en 2004 es designado miembro del Real Patronato sobre Discapacidad, cargo que ocupa hasta 2012.

### Libros
- La programación de televisión. José Miguel Contreras y Manuel Palacio Arranz. Síntesis, 2001. ISBN 84-7738-858-X.[20]
- Vida política y televisión. José Miguel Contreras y Juan Cueto. Espasa-Calpe, 1990. ISBN 84-239-2451-3. Ha sido reseñado en: Un instrumento de formación de la opinión: sobre el libro "Vida política y televisión" de José Miguel Contreras. Francisco Ayala. Saber leer, ISSN 0213-6449, N.º. 41, 1991, págs. 6-7.[21]

### Colaboraciones en obras colectivas
- 2008: Prólogo. El entretenimiento en televisión: guion y creación de formatos de humor en España / Pedro Sangro Colón (ed. lit.), Alejandro Salgado Losada (ed. lit.), ISBN 978-84-7584-634-7, págs. 19-22.
- 2006: La consolidación de una nueva cadena. Nuevo paradigma de los medios de comunicación en España : colección de debates en el Forum Europa 2005/2006 / coord. por Esperanza Rollano Borús, ISBN 84-935001-1-9, págs. 201-218.
- 2002: El serendipity electrónico. La tecnología de la información y sus desafíos: congreso celebrado en Valencia y Madrid, noviembre del año 2000, ISBN 84-95486-41-5, págs. 293-296.
- 1991: El modelo diferente. La televisión que viene: nuevas tendencias en programación / coord. por Carmen Peñafiel Saiz, José Luis Ibáñez y Manu Castilla, ISBN 84-7585-297-1, págs. 53-57.

### Artículos de revistas
- 2012: Televisiones: la tormenta perfecta. José Miguel Contreras (entrevistado), Pablo Carrasco (entrevistado), Miguel Ángel Oliver (entrev.). Periodistas: revista de la Federación de Asociaciones de Periodistas de España, ISSN 1131-6357, N.º. 27, 2012 (Ejemplar dedicado a: Nuevo ciclo, viejas demandas), págs. 16-19.
- 2005: Una experiencia personal. Boletín del Real Patronato sobre Discapacidad, ISSN 1696-0998, N.º. 59, 2005 (Ejemplar dedicado a: Centro Español de Subtitulado y Audiodescripción), págs. 28-31.
- 2004: Introducción a la criptografía. Revista DYNA, ISSN 0012-7361, Vol. 79, N.º 2, 2004, págs. 6-10.
- 1996: Ante un nuevo punto cero: Diez tendencias de evolución del mercado televisivo español. Fundesco: Boletín de la Fundación para el Desarrollo de la Función Social de las Comunicaciones, ISSN 1131-6160, N.º. 183 (DICIEMBRE), 1996, págs. 13-15.
- 1992: La programación infantil en TV. Infancia y Sociedad: Revista de estudios, ISSN 1131-5954, N.º. 14 (MAR-ABR), págs. 13-23.
- 1983: Reportaje: la UNED en Colombia. A distancia, ISSN 1133-1151, N.º 1, 1983, págs. 12-13.
- 1983: El nuevo desorden informativo, con Miguel Barroso. Leviatán: Revista de hechos e ideas, ISSN 0210-6337, N.º 11, 1983, págs. 21-33.

### Tesis
- 1988: Información electoral en televisión. Tesis doctoral dirigida por Mariano Cebrián Herreros (dir. tes.). Universidad Complutense de Madrid.

### Tesis dirigidas
- 2016: "La influencia de la programación deportiva en la audiencia de la radio generalista: el caso 'Tiempo de Juego'" por Rubén Martos Pérez. Tesis doctoral dirigida por José Miguel Contreras Tejera (dir. tes.), Francisco Javier Galán Gamero (codir. tes.). Universidad Rey Juan Carlos.
- 2011: Liderazgo político, el reto de las nuevas tecnologías, estudio de José Luis Rodríguez Zapatero en la VIII legislatura por María Arnal Canudo. Tesis doctoral dirigida por José Miguel Contreras Tejera (dir. tes.). Universidad Rey Juan Carlos.
- 2004: El reto digital de la televisión generalista comercial por Yolanda Marugán. Tesis doctoral dirigida por José Miguel Contreras Tejera (dir. tes.). Universidad Complutense de Madrid.
- 2001: El neorrealismo contemporáneo en las series televisivas de Globomedia. La hegemonía de la ficción televisiva local, 1995-2000 por Mario García de Castro. Tesis doctoral dirigida por José Miguel Contreras Tejera (dir. tes.). Universidad Complutense de Madrid.
- 1992: Comunicación política en Bizkaia, elecciones europeas 1989 por Fermín Galindo Arranz. Tesis doctoral dirigida por José Miguel Contreras Tejera (dir. tes.). Universidad del País Vasco - Euskal Herriko Unibertsitatea.

### Tribunales de tesis
- 2005: Vocal del tribunal de la tesis: La edad de la televisión. De la televisión generalista a la televisión fragmentada, por Mikel Lejarza Ortiz. Universidad Complutense de Madrid.
- 2004: Vocal del tribunal de la tesis: La informatización de la producción audiovisual: El "software" aplicado como método alternativo a las fórmulas de gestión clásicas, por Jorge Clemente Mediavilla. Universidad Complutense de Madrid.
- 2004: Vocal del tribunal de la tesis: Aproximación al concepto de control y garantía de calidad en prensa: el caso de La Opinión A Coruña (Grupo Editorial Prensa Ibérica), por Bettina Kohlhaas. Universidad de Santiago de Compostela.